# Франкфурт галакси (ЕЛФ)
Франкфурт галакси (енгл. Frankfurt Galaxy) је клуб америчког фудбала из Франкфурта на Мајни у Немачкој. Основан је 2021.  а утакмице игра на Франкфуртер Фолксбанк стадиону. Клупска боја је љубичаста и Златна. Франкфурт галакси (ЕЛФ) је наследник клуба Франкфурт галакси. Такмиче се тренутно у Европској лиги оф фудбалској (ЕЛФ).

## Успеси
- ЕЛФ Боул
  - Првак (1): 2021[2]

- ЕЛФ - група југ
  - Првак (1): 2021